# FA Cup 1984/85
Der FA Cup 1984/85 war die 104. Austragung des weltweit ältesten Fußballpokalturniers; The Football Association Challenge Cup, oder kurz FA Cup. Der Pokalwettbewerb endete mit dem Finale im Wembley-Stadion am 18. Mai 1985. Der Sieger dieser Austragung war Manchester United. Erstmals sah in einem FA-Cup-Finale ein Spieler die rote Karte. Der irische Spieler Kevin Moran von Manchester United wurde nach einer Notbremse an Peter Reid in der 78. Minute des Feldes verwiesen.

## Kalender
| Runde                              | Datum             |
| ---------------------------------- | ----------------- |
| Vorrunde                           |                   |
| Erste Qualifikationsrunde          |                   |
| Zweite Qualifikationsrunde         |                   |
| Dritte Qualifikationsrunde         |                   |
| Vierte Qualifikationsrunde         |                   |
| Erste Hauptrunde                   | 17. November 1984 |
| Zweite Hauptrunde                  | 8. Dezember 1984  |
| Dritte Hauptrunde                  | 5. Januar 1985    |
| Vierte Hauptrunde                  | 26. Januar 1985   |
| Fünfte Hauptrunde                  | 16. Februar 1985  |
| Sechste Hauptrunde (Viertelfinale) | 9. März 1985      |
| Halbfinale                         | 13. April 1985    |
| Finale                             | 18. Mai 1985      |

## Modus
Kompletter Überblick bei: FA Cup
Der FA Cup wird in Runden ausgespielt. Teilnehmen kann jede Mannschaft, die ein bestimmtes Leistungsniveau hat und ein angemessenes Spielfeld besitzt. Gespielt wird i. d. R. nur mit einem Hinspiel. Bei Unentschieden findet ein Rückspiel statt. Bringt auch dies keine Entscheidung werden weitere Wiederholungsspiele angesetzt; bis ein siegreiches Team ermittelt ist. Jeder Sieger erhält eine Prämie aus den Fernsehgeldern, die nach Runde gestaffelt ist.

## Hauptrunde

### Erste Hauptrunde
Die Spiele wurden am Wochenende des 17. November 1984 ausgetragen. Die Wiederholungsspiele fanden zwischen dem 20. und 26. November statt.
|                        | Ergebnis |                        |
| ---------------------- | -------- | ---------------------- |
| FC Blackpool           | 0:1      | FC Altrincham          |
| FC Darlington          | 3:2      | Chester City           |
| FC Burnley             | 9:0      | FC Penrith             |
| Preston North End      | 4:3      | FC Bury                |
| AFC Rochdale           | 1:2      | Doncaster Rovers       |
| FC Weymouth            | 0:3      | FC Millwall            |
| FC Gillingham          | 2:1      | FC Windsor & Eton      |
| Northwich Victoria     | 3:1      | Crewe Alexandra        |
| Macclesfield Town      | 1:2      | Port Vale              |
| Lincoln City           | 1:1      | Telford United         |
| FC Wrexham             | 0:2      | Wigan Athletic         |
| Stockport County       | 1:2      | FC Walsall             |
| Bangor City            | 1:1      | Tranmere Rovers        |
| FC Brentford           | 4:0      | Bishop’s Stortford FC  |
| Bristol Rovers         | 2:1      | FC King’s Lynn         |
| Northampton Town       | 2:2      | FC Valley Sports Rugby |
| Plymouth Argyle        | 3:0      | FC Barnet              |
| Bradford City          | 7:2      | Tow Law Town           |
| Hull City              | 2:1      | Bolton Wanderers       |
| Southend United        | 2:2      | Colchester United      |
| Exeter City            | 2:2      | FC Enfield             |
| Mansfield Town         | 2:1      | Rotherham United       |
| Halifax Town           | 2:0      | Goole Town             |
| AFC Newport County     | 1:1      | FC Aldershot           |
| Torquay United         | 2:0      | Yeovil Town            |
| York City              | 2:0      | Newcastle Blue Star    |
| FC Metropolitan Police | 0:3      | FC Dartford            |
| Hereford United        | 3:0      | Farnborough Town       |
| Kettering Town         | 0:0      | AFC Bournemouth        |
| Barry Town             | 1:2      | FC Reading             |
| Nuneaton Borough       | 1:1      | Scunthorpe United      |
| Whitby Town            | 1:3      | FC Chesterfield        |
| Buckingham Town        | 0:2      | Leyton Orient          |
| Burton Albion          | 2:0      | Staines Town           |
| FC Dagenham            | 0:0      | Swindon Town           |
| Cambridge United       | 0:2      | Peterborough United    |
| Swansea City           | 1:1      | Bognor Regis Town      |
| Frickley Athletic      | 2:1      | Stalybridge Celtic     |
| Hartlepool United      | 2:1      | Derby County           |
| Fisher Athletic        | 0:1      | Bristol City           |

#### Wiederholungsspiele
|                        | Ergebnis |                    |
| ---------------------- | -------- | ------------------ |
| Telford United         | 2:1      | Lincoln City       |
| Tranmere Rovers        | 7:0      | Bangor City        |
| FC Valley Sports Rugby | 0:1      | Northampton Town   |
| Colchester United      | 3:2      | Southend United    |
| FC Enfield             | 3:0      | Exeter City        |
| FC Aldershot           | 4:0      | AFC Newport County |
| AFC Bournemouth        | 3:2      | Kettering Town     |
| Scunthorpe United      | 2:1      | Nuneaton Borough   |
| Swindon Town           | 1:2      | FC Dagenham        |
| Bognor Regis Town      | 3:1      | Swansea City       |

### Zweite Hauptrunde
Die Spiele wurden am Wochenende des 8. Dezember 1984 ausgetragen. Die Wiederholungsspiele fanden vom 11. bis 17. des Monats statt.
|                   | Ergebnis |                     |
| ----------------- | -------- | ------------------- |
| FC Darlington     | 1:0      | Frickley Athletic   |
| FC Dartford       | 1:1      | AFC Bournemouth     |
| Bristol City      | 1:3      | Bristol Rovers      |
| FC Burnley        | 3:1      | Halifax Town        |
| Preston North End | 1:4      | Telford United      |
| FC Reading        | 6:2      | Bognor Regis Town   |
| FC Walsall        | 1:0      | FC Chesterfield     |
| Tranmere Rovers   | 0:3      | Hull City           |
| FC Brentford      | 2:2      | Northampton Town    |
| Plymouth Argyle   | 0:0      | Hereford United     |
| Bradford City     | 2:1      | Mansfield Town      |
| FC Millwall       | 1:0      | FC Enfield          |
| FC Altrincham     | 1:3      | Doncaster Rovers    |
| Port Vale         | 4:1      | Scunthorpe United   |
| FC Aldershot      | 0:2      | Burton Albion       |
| Wigan Athletic    | 2:1      | Northwich Victoria  |
| Colchester United | 0:5      | FC Gillingham       |
| FC Dagenham       | 1:0      | Peterborough United |
| Leyton Orient     | 3:0      | Torquay United      |
| Hartlepool United | 0:2      | York City           |

#### Wiederholungsspiele
|                  | Ergebnis |                 |
| ---------------- | -------- | --------------- |
| AFC Bournemouth  | 4:1      | FC Dartford     |
| Northampton Town | 0:2      | FC Brentford    |
| Hereford United  | 2:0      | Plymouth Argyle |

### Dritte Hauptrunde
Die Spiele wurden am Wochenende des 5. Januar 1985, bis auf das Spiel FC Gillingham gegen Cardiff City am 21. Januar, absolviert. Nötige Wiederholungsspiele wurden für den 8. bis 28. Januar angesetzt. Auf Anordnung der FA wurde das Spiel Burton Albion gegen Leicester City (1:6) unter Ausschluss der Öffentlichkeit wiederholt, nachdem im Spiel der Torhüter von Burton von einem Gegenstand getroffen worden war.
|                         | Ergebnis |                      |
| ----------------------- | -------- | -------------------- |
| FC Liverpool            | 3:0      | Aston Villa          |
| FC Southampton          | 4:0      | AFC Sunderland       |
| FC Watford              | 5:0      | Sheffield United     |
| FC Gillingham           | 2:1      | Cardiff City         |
| Notts County            | 2:2      | Grimsby Town         |
| Nottingham Forest       | 1:1      | Newcastle United     |
| Wolverhampton Wanderers | 1:1      | Huddersfield Town    |
| FC Middlesbrough        | 0:0      | FC Darlington        |
| Luton Town              | 1:1      | Stoke City           |
| Shrewsbury Town         | 0:2      | Oxford United        |
| Doncaster Rovers        | 1:0      | Queens Park Rangers  |
| Tottenham Hotspur       | 1:1      | Charlton Athletic    |
| FC Fulham               | 2:3      | Sheffield Wednesday  |
| FC Barnsley             | 4:3      | FC Reading           |
| Bristol Rovers          | 1:2      | Ipswich Town         |
| Coventry City           | 2:1      | Manchester City      |
| FC Portsmouth           | 0:0      | Blackburn Rovers     |
| West Ham United         | 4:1      | Port Vale            |
| Brighton & Hove Albion  | 1:0      | Hull City            |
| Manchester United       | 3:0      | AFC Bournemouth      |
| FC Millwall             | 1:1      | Crystal Palace       |
| Carlisle United         | 1:0      | FC Dagenham          |
| Oldham Athletic         | 2:1      | FC Brentford         |
| FC Chelsea              | 2:2      | Wigan Athletic       |
| FC Wimbledon            | 3:1      | FC Burnley           |
| Leeds United            | 0:2      | FC Everton           |
| York City               | 3:0      | FC Walsall           |
| Hereford United         | 1:1      | FC Arsenal           |
| Birmingham City         | 0:0      | Norwich City         |
| Burton Albion           | 1:6      | Leicester City       |
| Leyton Orient           | 2:1      | West Bromwich Albion |
| Telford United          | 2:1      | Bradford City        |

#### Wiederholungsspiele
|                   | Ergebnis |                         |
| ----------------- | -------- | ----------------------- |
| Grimsby Town      | 4:2      | Notts County            |
| Newcastle United  | 1:3      | Nottingham Forest       |
| Huddersfield Town | 3:1      | Wolverhampton Wanderers |
| FC Darlington     | 2:1      | FC Middlesbrough        |
| Stoke City        | 2:3      | Luton Town              |
| Charlton Athletic | 1:2      | Tottenham Hotspur       |
| Blackburn Rovers  | 2:1      | FC Portsmouth           |
| Crystal Palace    | 1:2      | FC Millwall             |
| Wigan Athletic    | 0:5      | FC Chelsea              |
| FC Arsenal        | 7:2      | Hereford United         |
| Norwich City      | 1:1      | Birmingham City         |
| Burton Albion     | 0:1      | Leicester City          |

#### 2. Wiederholungsspiel
|                 | Ergebnis |              |
| --------------- | -------- | ------------ |
| Birmingham City | 1:1      | Norwich City |

#### 3. Wiederholungsspiel
|              | Ergebnis |                 |
| ------------ | -------- | --------------- |
| Norwich City | 1:0      | Birmingham City |

### Vierte Hauptrunde
Die Spiele fanden zwischen dem 26. Januar bis 4. Februar 1985 statt. Die erforderlichen Wiederholungsspiele wurden am 30. Januar und 4. Februar ausgetragen.
|                     | Ergebnis |                        |
| ------------------- | -------- | ---------------------- |
| FC Darlington       | 1:1      | Telford United         |
| FC Liverpool        | 1:0      | Tottenham Hotspur      |
| Leicester City      | 1:0      | Carlisle United        |
| Nottingham Forest   | 0:0      | FC Wimbledon           |
| Sheffield Wednesday | 5:1      | Oldham Athletic        |
| Grimsby Town        | 1:3      | FC Watford             |
| Luton Town          | 2:0      | Huddersfield Town      |
| FC Everton          | 2:0      | Doncaster Rovers       |
| Ipswich Town        | 3:2      | Derby County           |
| FC Barnsley         | 2:1      | Brighton & Hove Albion |
| West Ham United     | 2:1      | Norwich City           |
| Manchester United   | 2:1      | Coventry City          |
| FC Chelsea          | 2:3      | FC Millwall            |
| York City           | 1:0      | FC Arsenal             |
| Oxford United       | 0:1      | Blackburn Rovers       |
| Leyton Orient       | 0:2      | FC Southampton         |

#### Wiederholungsspiele
|                | Ergebnis |                   |
| -------------- | -------- | ----------------- |
| Telford United | 3:0      | FC Darlington     |
| FC Wimbledon   | 1:0      | Nottingham Forest |

### Fünfte Hauptrunde
Die Begegnungen wurden vom 15. Februar bis 4. März 1985 ausgetragen. Die vier Wiederholungsspiele folgten vom 20. Februar bis zum 9. März.
|                  | Ergebnis |                     |
| ---------------- | -------- | ------------------- |
| FC Southampton   | 1:2      | FC Barnsley         |
| Blackburn Rovers | 0:2      | Manchester United   |
| Luton Town       | 0:0      | FC Watford          |
| FC Everton       | 3:0      | Telford United      |
| Ipswich Town     | 3:2      | Sheffield Wednesday |
| FC Millwall      | 2:0      | Leicester City      |
| FC Wimbledon     | 1:1      | West Ham United     |
| York City        | 1:1      | FC Liverpool        |

#### Wiederholungsspiele
|                 | Ergebnis |              |
| --------------- | -------- | ------------ |
| FC Watford      | 2:2      | Luton Town   |
| West Ham United | 5:1      | FC Wimbledon |
| FC Liverpool    | 7:0      | York City    |

#### 2. Wiederholungsspiel
|            | Ergebnis |            |
| ---------- | -------- | ---------- |
| Luton Town | 1:0      | FC Watford |

## Sechste Hauptrunde
Die Spiele fanden vom 9. bis 13. März 1985 statt. Das Wiederholungsspiel folgte am 13. März.
|                   | Ergebnis |                 |
| ----------------- | -------- | --------------- |
| Luton Town        | 1:0      | FC Millwall     |
| FC Everton        | 2:2      | Ipswich Town    |
| FC Barnsley       | 0:4      | FC Liverpool    |
| Manchester United | 4:2      | West Ham United |

### Wiederholungsspiele
|              | Ergebnis |            |
| ------------ | -------- | ---------- |
| Ipswich Town | 0:1      | FC Everton |

## Halbfinale
Die Spiele wurden am 13. April 1985 ausgetragen. Das erste Halbfinale zwischen Manchester und Liverpool wurde im Goodison Park des FC Everton  ausgespielt. Das Wiederholungsspiel am 17. April wurde in die Maine Road nach Manchester vergeben. Die Partie zwischen Everton und Luton Town fand im Villa Park von Birmingham statt.
|                   | Ergebnis  |              |
| ----------------- | --------- | ------------ |
| Manchester United | 2:2 n. V. | FC Liverpool |
| FC Everton        | 2:1 n. V. | Luton Town   |

### Wiederholungsspiel
|              | Ergebnis |                   |
| ------------ | -------- | ----------------- |
| FC Liverpool | 1:2      | Manchester United |

## Finale
| Manchester United                                 | Manchester United | FC Everton | FC Everton | Aufstellung                                    |
| ------------------------------------------------- | --- | --- | ---------- | ---------------------------------------------- |
| Manchester United                                 | \| Samstag, 18. Mai 1985 in London (Wembley-Stadion) \| \| Ergebnis: 1:0 n. V. \| \| Zuschauer: 100.000 \| \| Schiedsrichter: Peter Willis \| \| Spielbericht \|                                                      | \| Samstag, 18. Mai 1985 in London (Wembley-Stadion) \| \| Ergebnis: 1:0 n. V. \| \| Zuschauer: 100.000 \| \| Schiedsrichter: Peter Willis \| \| Spielbericht \|                                       | FC Everton | Aufstellung Manchester United gegen FC Everton |
| Manchester United                                 | Gary Bailey – John Gidman, Arthur Albiston (45.+1' Mike Duxbury), Norman Whiteside, Paul McGrath – Kevin Moran, Bryan Robson , Gordon Strachan, Mark Hughes – Frank Stapleton, Jesper Olsen Cheftrainer: Ron Atkinson | Neville Southall – Gary Stevens, Pat Van Den Hauwe, Kevin Ratcliffe , Derek Mountfield – Peter Reid, Trevor Steven, Paul Bracewell, Graeme Sharp – Andy Gray, Kevin Sheedy Cheftrainer: Howard Kendall | FC Everton | Aufstellung Manchester United gegen FC Everton |
| Manchester United                                 | 1:0 Norman Whiteside (110.) | | FC Everton | Aufstellung Manchester United gegen FC Everton |
| Manchester United                                 | Kevin Moran (78.) | | FC Everton | Aufstellung Manchester United gegen FC Everton |
| Samstag, 18. Mai 1985 in London (Wembley-Stadion) | | |            |                                                |
| Ergebnis: 1:0 n. V.                               | | |            |                                                |
| Zuschauer: 100.000                                | | |            |                                                |
| Schiedsrichter: Peter Willis                      | | |            |                                                |
| Spielbericht                                      | | |            |                                                |